# NGC 471

NGC 471

NGC 471 هي مجرة محدبة تبعد حوالي 168 مليون سنة ضوئية من الأرض تقع في كوكبة الحوت. اكتشفه عالم الفلك الألماني ألبرت مارث في 3 نوفمبر 1864.

## وصلات خارجية
- NGC 471 على موقع ويكي سكاي: DSS2, SDSS, GALEX, IRAS, Hydrogen α, X-Ray, Astrophoto, Sky Map, Articles and images